# Steorn
Steorn, Ltda. é uma pequena empresa desenvolvedora de tecnologia sediada em Dublin, Irlanda.
A companhia chamou a atenção da mídia em Agosto de 2006 por colocar um anúncio de página inteira na revista The Economist, afirmando ter desenvolvido uma tecnologia que produz "energia constante, limpa, e a partir do nada", e desafiando a comunidade científica a colocar a tecnologia à prova.
Isto é, alegação deste tipo significa dizer que a companhia criou uma forma de energia que não se esgota, ou uma máquina de moto perpétuo. Tal tecnologia viola as Leis Fundamentais da Termodinâmica, a Primeira lei da termodinâmica, em particular. Em Dezembro de 2006, a companhia anunciou que um júri de cientistas foi escolhido para testar a invenção, batizada de Orbo. A companhia ainda não se pronunciou quanto a deixar o conhecimento da nova tecnologia público.[carece de fontes?]

## Verdicto do grupo controle
O grupo controle foi presidido pelo Professor Emérito de Engenharia Elétrica da Universidade de Alberta Ian MacDonald e começou a trabalhar em fevereiro de 2007. Em junho de 2009, o grupo por unanimidade, anunciou que "As tentativas de provar que a tecnologia Steorn funcione não demonstraram alguma produção de energia". O júri foi então dissolvido. O jornalista Dick Ahlstrom, escreveu no Irish Times, que pode-se concluir definitivamente que a tecnologia Steorn não funciona.